# Caradrina ammoxantha
Caradrina ammoxantha là một loài bướm đêm trong họ Noctuidae.